# 말과 소년

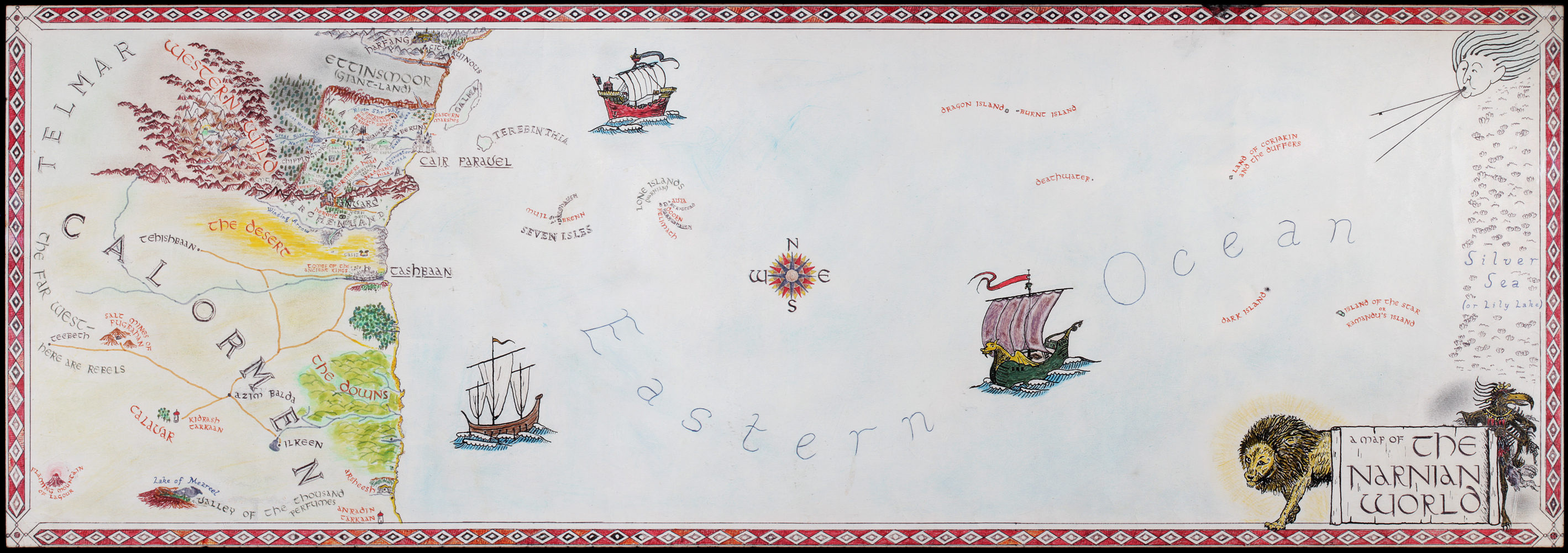

《말과 소년》(영어: The Horse and His Boy)은 영국 작가인 C.S.루이스의 《나니아 연대기》 시리즈중 하나이다. 1950년 봄에 완성되었고 1954년에 출판되었다.
이 시기는 페번시家의 아이들이 나니아를 다스리고 있을 때이다. 이 소설은 말을 하는 말 브레와 칼로멘의 노예 샤스타에 관한 이야기이다. 그들은 우연히 만나 나니아로 도망치기로 한다. 나니아로 가는 도중 그들은 칼로르멘인들이 아치랜드를 침략할 계획을 알게되고 그들보다 먼저 아치랜드에 도착해 왕에게 알릴 계획을 세운다.

## 줄거리
칼로멘의 어부 아쉬쉬는 버려진 아기를 주워 키웠고, 그 아이의 이름은 샤스타였다. 샤스타는 아쉬쉬가 칼로르멘의 봉건 귀족에게 자신을 팔려고 하는 것을 엿듣는다. 샤스타는 자신을 키워준 어부에게 애정이라고는 전혀 없었고(어부도 마찬가지) 어부가 자신의 친아버지가 아니라는 사실을 알아내고는 도망치기 위해 마굿간에서 귀족이 잠들 때까지 기다렸다. 귀족의 종마인 브레(Bree)는 샤스타에게 말을 함으로써 그를 매우 놀라게 하고, 북쪽의 나니아로 가 노예생활에서 벗어나자고 제의한다. 나니아로 가는 도중 도주중인 어린 칼로르멘의 귀족 여자아이 아라비스와 그녀의 말하는 말인 휜(Hwin)을 만난다. 아라비스는 티스록(Tisroc)의 수상과의 정략결혼을 피해 달아나는 중이었다.
네 명은 칼로르멘의 수도인 타시반을 통과해야 했다. 거기서 그들은 나니아 왕실의 행렬과 우연히 마주치는데 그들은 샤스타를 아첸랜드의 왕자인 코린으로 착각한다. 코린은 그날 일찍 갑자기 사라졌었다. 샤스타는 겁에 질려 사람을 잘못 봤다고 말해보지도 못하고 그들과 함께 갔다. 그는 라바다시가 나니아의 여왕인 수잔과 강제로 결혼하지 못하게 하기 위해 타시반과 칼로르멘에서 빠져나갈 계획을 세우는 것을 엿듣게 된다. 샤스타가 혼자 있을 때 진짜 코린 왕자가 나타나고 샤스타는 탈출한다.
한편 아라비스는 그녀의 귀족 친구인 라사라린을 만나게 되고, 자신의 정체를 숨기고 탈출시켜달라고 부탁한다. 라사라린은 아라비스의 행동에 대해 이해를 할 수 없었지만 부탁을 들어준다. 그녀는 아라비스가 궁전에서 탈출하도록 도왔으나, 티스록, 라바다시, 수상이 나타나자 어떤 방에 숨는다. 바로 그 방에서 티스록과 라바다시는 나니아인들의 탈출 계획에 대해 의논하고, 티스록은 라바다시에게 나니아 공격에 앞서 아첸랜드를 침공하도록 지시한다. 그 당시 나니아의 왕인 피터는 북쪽의 거인족들과 전투를 벌이고 있었다. 아라비스는 그 방에 숨어서 모든 계획을 엿듣게 된다.
도시 밖에서 아라비스는 샤스타와 말들을 다시 만난게 된다. 그들은 사막을 가로지르고, 사자(나중에 아슬란으로 판명된)에게 쫓겨 라바다시의 군대보다 먼저 아첸랜드의 왕인 룬에게 침공을 알려주게 된다. 아치랜드 군대는 나니아로부터 지원군이 올 때까지 칼로르멘을 상대로 방어준비에 들어간다.아첸랜드의 룬왕은 샤스타가 오래전에 잃어버린 쌍둥이 형인 코르(Cor)인 것을 알게되고 그에게 왕위를 물려준다. 아라비스와 코르는 아치랜드에서 살게되고 몇 년후에 결국 결혼한다. 그들의 아들이 아치랜드의 가장 유명한 왕이 되었다고 한다.